# Emil Kieffer
Emil Kieffer (* 26. März 1881 in Lemberg (Pfalz); † 26. Oktober 1959) war ein deutscher Landrat.

## Leben
Emil Kieffer absolvierte nach dem Abitur ein Studium der Rechtswissenschaften an der Ludwig-Maximilians-Universität München und der Humboldt-Universität zu Berlin, legte die erste juristische Staatsprüfung ab und begann den dreijährigen Vorbereitungsdienst (Referendariat) – unterbrochen durch den Militärdienst als Einjährig-Freiwilliger beim Königlich Bayerischen 2. Fußartillerie-Regiment – mit den Stationen Amtsgericht Germersheim, Landgericht Landau und Bezirksamt Germersheim. 1908 legte Kieffer das Große juristische Staatsexamen ab und wurde nach dreimonatiger Fachpraxis in der freiwilligen Gerichtsbarkeit Akzessist bei der Regierung der Pfalz. Noch vor seinem Kriegseinsatz wechselte er in die Kommunalverwaltung zum Bezirksamt Wolfstein. 1917 erhielt er eine Anstellung als Assessor beim Bezirksamt Kaiserslautern. 1923 ging er zum Bayerischen Staatsministerium für Soziales, wo er zum Regierungsrat ernannt wurde. Bevor Kieffer am 1. September 1936 zum Bezirksamtsvorstand (ab 1939 Landrat) des Bezirksamtes Zweibrücken (ab 1939 Landkreis Zweibrücken) ernannt wurde, war er in gleicher Funktion im Bezirksamt Kusel tätig. Nach seiner Entlassung aus dem Dienst durch Spruchkammerbeschluss vom 8. August 1946 wurde er zum 1. April 1949 in den Ruhestand versetzt, da die Spruchkammer Neustadt II am 16. März 1949 diese Entscheidung aufgehoben hatte.
Kieffer war im Januar 1933 der Deutschnationalen Volkspartei beigetreten. Am 13. Juli 1937 beantragte er die Aufnahme in die NSDAP und wurde rückwirkend zum 1. Mai desselben Jahres aufgenommen (Mitgliedsnummer 4.931.140).